# For Lack of a Better Name
For Lack of a Better Name är det fjärde albumet av den kanadensiska housemusikern Deadmau5. Albumet utgavs i USA den 22 september 2009 och globalt den 5 oktober samma år.

## Spårlista
| Nr           | Titel                                  | Längd   |
| ------------ | -------------------------------------- | ------- |
| 1.           | FML                                    | 6:35    |
| 2.           | Moar Ghosts 'n' Stuff                  | 4:30    |
| 3.           | Ghosts 'n' Stuff (featuring Rob Swire) | 3:15    |
| 4.           | Hi Friend! (featuring MC Flipside)     | 5:15    |
| 5.           | Bot                                    | 5:22    |
| 6.           | Word Problems                          | 7:48    |
| 7.           | Soma                                   | 6:07    |
| 8.           | Lack of a Better Name                  | 6:58    |
| 9.           | The 16th Hour                          | 9:29    |
| 10.          | Strobe                                 | 10:37   |
| Total längd: | Total längd:                           | 1:05:52 |